# Parkstadion
A Parkstadion egy labdarúgó-stadion volt Gelsenkirchenben, Észak-Rajna-Vesztfália tartományban, Németországban.
A stadion a Schalke 04 nevezetű helyi csapat otthonául szolgált 1973 és 2001 között. 
Az 1974-es labdarúgó-világbajnokság és az 1988-as labdarúgó-Európa-bajnokság egyik helyszíne volt. 

## Események

### 1974-es világbajnokság
| Dátum       | Időpont (CET) | Pályaválasztó | Eredmény | Vendég    | Forduló    | Nézők  |
| ----------- | ------------- | ------------- | -------- | --------- | ---------- | ------ |
| 1974.06.18. | 19.30         | Jugoszlávia   | 9–0      | Zaire     | 2. csoport | 31 700 |
| 1974.06.22. | 16.00         | Zaire         | 0–3      | Brazília  | 2. csoport | 36 200 |
| 1974.06.26. | 19.30         | Hollandia     | 4–0      | Argentína | A csoport  | 56 548 |
| 1974.06.30. | 16.00         | NDK           | 0–2      | Hollandia | A csoport  | 68 348 |
| 1974.07.03. | 19.30         | Argentína     | 1–1      | NDK       | A csoport  | 54 254 |

### 1988-as Európa-bajnokság
| Dátum       | Időpont (CET) | Pályaválasztó | Eredmény | Vendég    | Forduló   | Nézők  |
| ----------- | ------------- | ------------- | -------- | --------- | --------- | ------ |
| 1988.06.14. | 17.15         | NSZK          | 2–0      | Dánia     | A csoport | 64 812 |
| 1988.06.18. | 15.30         | Írország      | 0–1      | Hollandia | B csoport | 64 731 |